# Tima Belorusskich
Zimafej Andrejewitsch Marosau (belarussisch Цімафей Андрэевіч Марозаў oder russisch Тимофей Андреевич Морозов, * 1. Oktober 1998 in Minsk, Belarus) ist ein belarussischer Sänger, Rapper und Songwriter der unter dem Pseudonym Tima Belorusskich (russisch Тима Белорусских) auftritt. Seit Beginn seiner Karriere ist er in dem belarussischen Kaufman Label unter Vertrag.
Seine 7. Single Mokrye krossy (russisch Мокрые кроссы) war sein erster Hit. Sie erreichte 2018 Platz 35 in den Apple Music Top 100 in Russland und gewann ihm den HEAT music Award für den Song des Jahres.
Zu seinen bekanntesten Stücken gehören Witaminka (russisch Витаминка), Nesabudka (russisch Незабудка), Mokrye krossy (russisch Мокрые кроссы) und Okey  (russisch Окей).
Am 23. November 2019 wurde er mit der Auszeichnung Goldenes Grammophon (russisch Золотой граммофон) von Russkoje Radio ausgezeichnet.

## Biografie
Zimafej Andrejewitsch Marosau wurde am 1. Oktober 1998 in der Hauptstadt von Belarus, Minsk, geboren. Durch seine Eltern, seine Mutter ist Musiklehrerin und sein Vater ein Opernsolist, wurde er schon im jungen Alter an die Musik herangeführt. Seine Mutter mochte die Musik des englischen Bassisten Sting, sein Vater die des Gitarristen und Pianisten Leonid Agustin. Zimafejs Vater sang und spielte oft Klavier. Seitdem er 3 ist, nach der Scheidung seiner Eltern, nahm ihn sein Vater jeden Sommer mit auf seine Tour in Deutschland.
Tima hatte schon immer Interesse an Musik. Im Alter von 6 brachten ihn seine Eltern an eine Musikschule, wo ihm viele Instrumente vorgestellt wurden. Er entschloss sich dazu Cello zu spielen. In seiner Grundschulzeit spielte er Fußball, bis er sich weiter der Musik zuwandte. Tima hat auch Zeit damit verbracht in seiner Jugend nebenbei als Eisverkäufer, Hafenarbeiter und Kellner zu arbeiten.
Nach der Grundschule besuchte Tima die Belarussische Staatliche Musikakademie, auch wenn er kurz darauf auf eine Hochschule für Linguistik wechselte. Nach dem Abschluss der Schule begann er ein Kunststudium, das er allerdings nur ein knappes Semester lang absolvierte. Während seines gesamten Schulbesuchs erzielte er gute Noten.
2016 veranstaltete Timas derzeitiges Plattenlabel, Kaufman Label, ein Casting im Minsker Club Re: Public. Während Tima auftrat, stimmte nur einer der drei Juroren für ihn. Nachdem die Jury die Bewerbungen der anderen Bewerber geprüft und zwei verschiedene Künstler ausgewählt hatte, wies der Verwalter des Labels die Juroren an, sich seine Single RASSVET anzuhören. Sie fanden sie gut, meinten aber, dass sie "umgeschrieben" werden müsse. Schließlich riefen sie Tima um 2 Uhr morgens an, um ihn ins Studio zu holen.
Seinen Künstlernamen Tima Belorusskih wählte er, weil er mit Belarus verbunden bleiben wollte, auch wenn er in anderen Ländern populär war.

## Privatleben
Tima versucht sein Privatleben von seiner Musikkarriere zu trennen, und daher wird er nur selten zusammen mit seiner Freundin gesehen. Im Jahr 2019 gab die russische Zeitung SUPER jedoch bekannt, dass er eine Tochter, Sofia, hat, die 2015 geboren wurde. Damals war Tima 16 Jahre alt und seine Partnerin Yana 17 Jahre alt.

## Diskographie

### Alben
| Jahr | Titel                                                                                 |
| ---- | ------------------------------------------------------------------------------------- |
| 2019 | Твой первый диск – моя кассета - Erschienen am 30. Januar 2019 - Label: Kaufman label |
| 2020 | Моя кассета – твой первый диск - Erschienen am 31. Januar 2020 - Label: Kaufman label |

### Singles und EPs
| Jahr | Titel                           |
| ---- | ------------------------------- |
| 2017 | RASSVET                         |
| 2017 | Заново                          |
| 2018 | Дождь                           |
| 2018 | Взял и полетел                  |
| 2018 | Девочка-песня                   |
| 2018 | Привет, давай перевернём        |
| 2018 | Мокрые кроссы                   |
| 2018 | О простом                       |
| 2018 | Искры                           |
| 2018 | Не онлайн                       |
| 2018 | Незабудка                       |
| 2019 | Витаминка                       |
| 2019 | Я больше не напишу              |
| 2019 | Поезда                          |
| 2019 | Привычка убегать                |
| 2019 | Пост                            |
| 2019 | Алёнка                          |
| 2019 | Kiss (Целовать)                 |
| 2019 | Найду тебя                      |
| 2019 | Альфа и Омега                   |
| 2019 | Минута вечера feat. просто Лера |
| 2020 | Фотоплёнка                      |
| 2020 | тянет к тебе                    |
| 2020 | Веснушки                        |
| 2020 | В последний раз                 |
| 2020 | Окей                            |
| 2021 | Потерял Себя                    |
| 2021 | Таёт Ещё                        |
| 2021 | Тебе лучше не знать             |
| 2021 | Пробегал мимо                   |
| 2021 | Под Звездопадом                 |